# 巴比特 (內華達州)
巴比特（英語：Babbitt）是位於美國內華達州米納勒爾縣的鬼鎮。

## 地理
巴比特所處的海拔為高於海平面1289米（即4229英呎），而該地所採用的時區為UTC-8，即太平洋时区（PST）。同時該地設有夏令時間，為UTC-8調快一小時，即UTC-7（PDT）。